# Есаково (Рязанская область)
Есаково — деревня в Ряжском районе Рязанской области России. Входит в состав Журавинского сельского поселения. Фактические урочище.

## Название
Происхождение названия деревни, возможно, связано с фамилией рязанского дворянского рода, которая, в свою очередь, представляет собой изменённую фамилию Исаков.

## География
Находится в южной части Рязанской области, в лесостепной зоне, в пределах Окско-Донской равнины, у реки Рановы.

### Климат
Климат характеризуется как умеренно континентальный, с тёплым летом и умеренно холодной снежной зимой. Среднегодовая температура воздуха — 4,3 °C. Средняя температура воздуха самого холодного месяца (января) — −11 °C (абсолютный максимум — −41 °C); самого тёплого месяца (июля) — 18,5 °C (абсолютный максимум — 38 °C). Безморозный период длится около 150 дней. Среднегодовое количество осадков — 521 мм, из которых 349 мм выпадает в период с апреля по октябрь. Снежный покров держится в течение 125 дней.

## История
В начале XX века деревня насчитывала около двух десятков дворов. С началом коллективизации многие семьи были вынуждены уехать; часть из них осела в Сергиевом Посаде Московской области. Последние дома опустели в начале 2000-х гг, сейчас осталось только урочище.

## Население
| 2010 |
| ---- |
| 0    |